# Carlos Ruesga Pasarín
Carlos Ruesga Pasarín (Gijón, 10. ožujka 1985.) je španjolski rukometaš. Igra na poziciji srednjeg i lijevog vanjskog. Španjolski je reprezentativac.  Trenutačno igra za španjolski klub Ademar Leon.

## Vanjske poveznice
- San Antonio[neaktivna poveznica]
- EHF
- Razgovor s Ruesgom